# Corscia
Corscia ist eine Gemeinde auf der französischen Mittelmeerinsel Korsika. Sie gehört zum Département Haute-Corse, zum Arrondissement Corte und zum Kanton Golo-Morosaglia. Die Bewohner nennen sich Curscinchi.

## Geographie
Der Hauptort liegt im korsischen Gebirge auf 837 Metern über dem Meeresspiegel. Zu Corscia gehören auch die Weiler Costa, Cavallaracce, Pantanacce, Piana, Pruno und Cuccia. Die Nachbargemeinden sind Asco im Norden und im Nordwesten, Castiglione im Nordosten, Castirla und Soveria im Osten, Corte im Süden und im Südosten, Calacuccia im Südwesten und Lozzi im Westen.

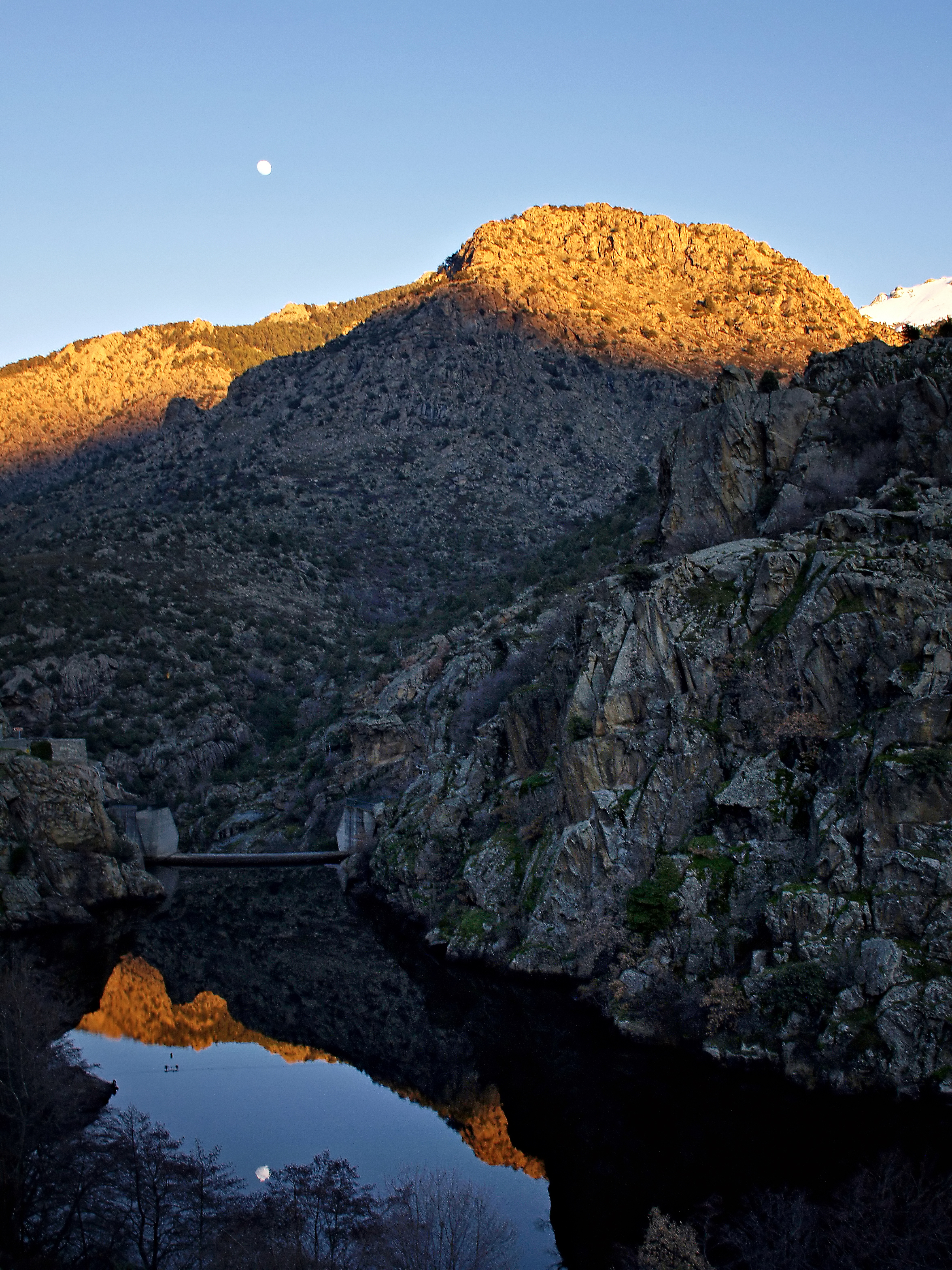
Staumauer von Corscia: hier wird das Wasser des Golo gestaut.
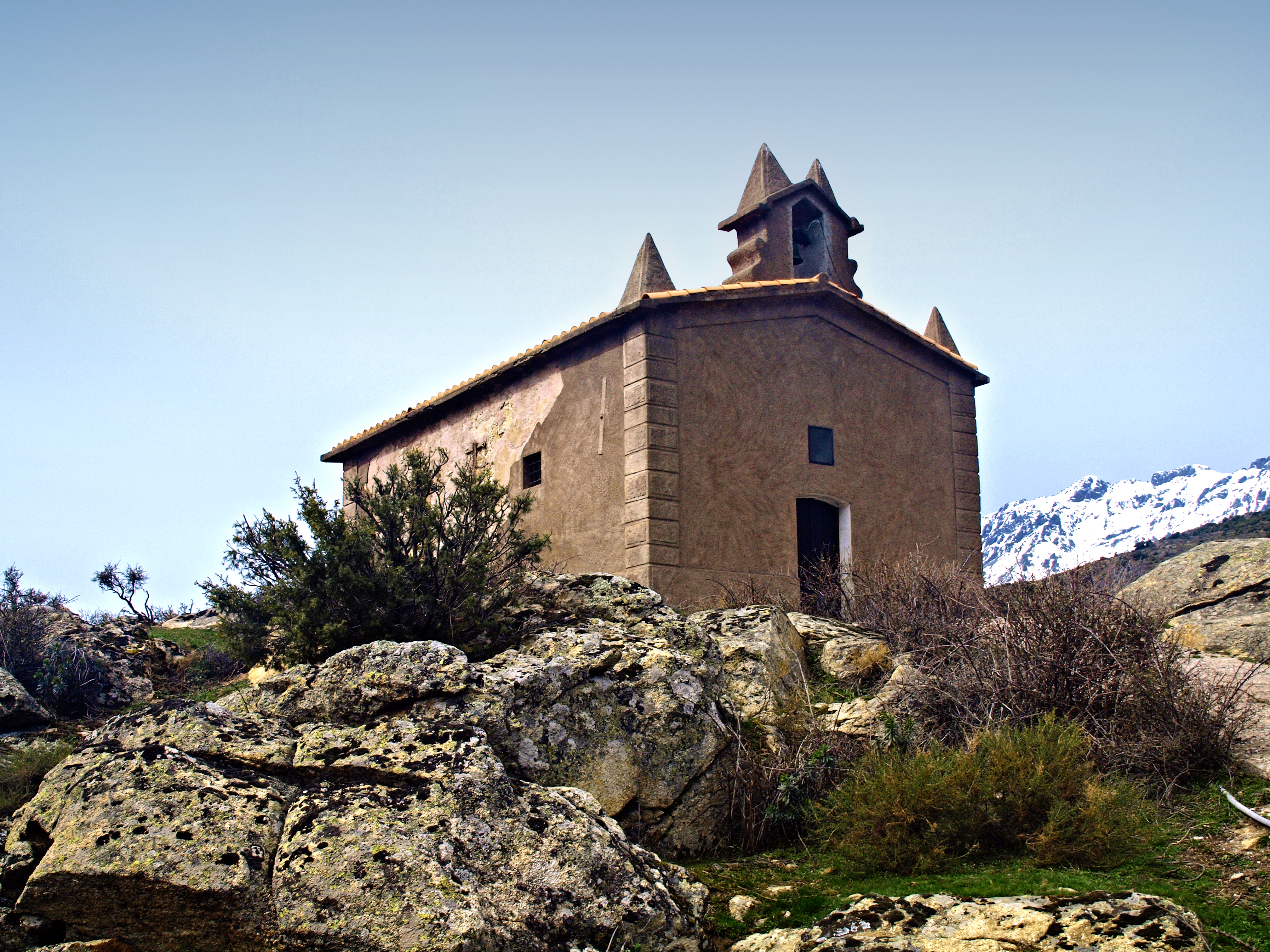
Kapelle Saint-Pancrace
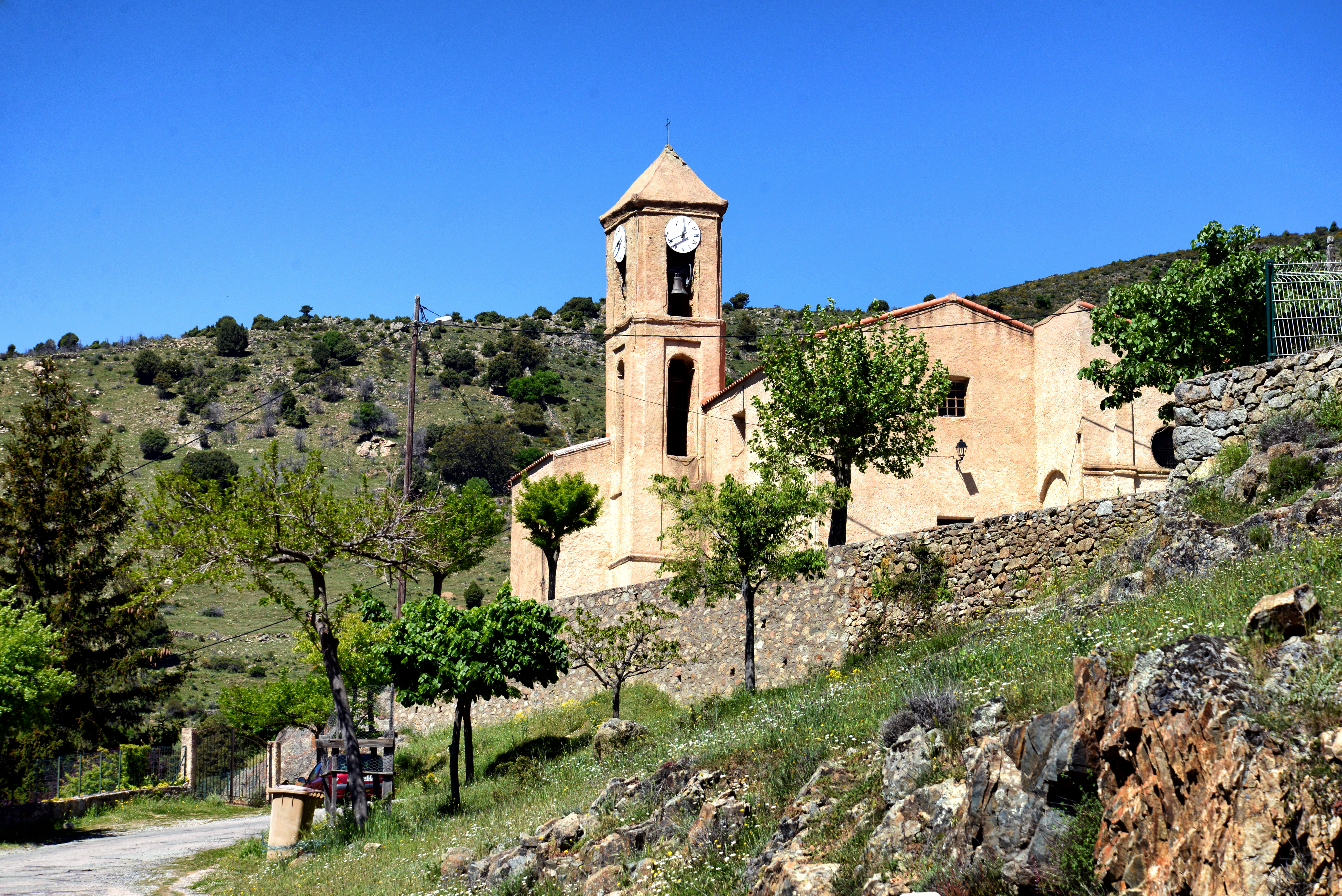
Kirche Saint-Sauveur

## Bevölkerungsentwicklung
| Jahr      | 1962 | 1968 | 1975 | 1982 | 1990 | 1999 | 2008 | 2012 |
| --------- | ---- | ---- | ---- | ---- | ---- | ---- | ---- | ---- |
| Einwohner | 326  | 290  | 276  | 260  | 156  | 155  | 165  | 166  |